# Erigeron schalbusi
Erigeron schalbusi là một loài thực vật có hoa trong họ Cúc. Loài này được Vierh. mô tả khoa học đầu tiên năm 1931.